# Romy Kermer
Romy Kermer, później Österreich (ur. 28 lipca 1956 w Karl-Marx-Stadt) – niemiecka łyżwiarka figurowa, startująca w parach sportowych z mężem Rolfem Österreichem. Wicemistrzyni olimpijska z Innsbrucka (1976), medalistka mistrzostw świata, trzykrotna wicemistrzyni Europy (1974–1976) oraz trzykrotna mistrzyni NRD (1973, 1975, 1976). Po zakończeniu kariery amatorskiej w 1976 roku została trenerką łyżwiarstwa w SC Berlin. 

## Biografia

### Kariera amatorska

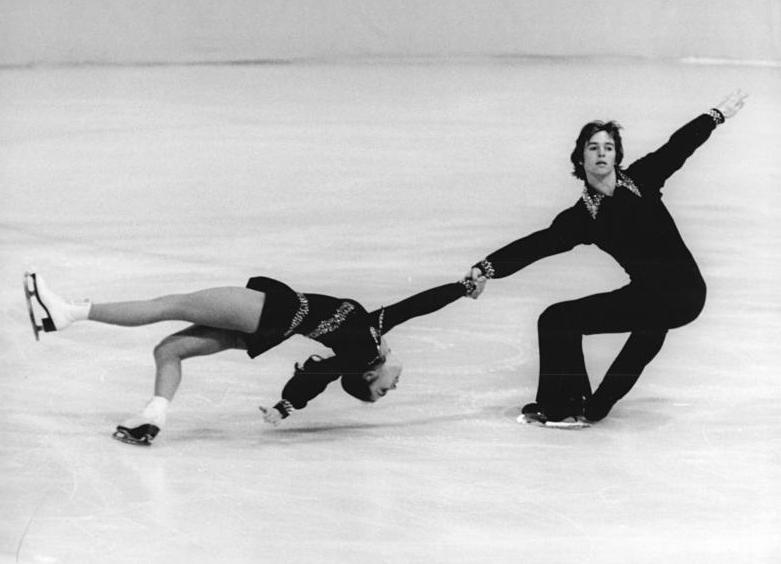
Kermer / Österreich na mistrzostwach świata 1974 w Monachium

Pierwszym partnerem sportowym Romy Kermer był Tassilo Thierbach. W 1973 roku rozpoczęła współpracę z Rolfem Österreich. Występowali wspólnie cztery sezony w trakcie których trzykrotnie zostali mistrzami kraju (1973, 1975, 1976). W pierwszym roku wspólnej jazdy zajęli miejsce szóste na mistrzostwach Europy 1973 i piąte na mistrzostwach świata 1973. W kolejnych trzech latach nie schodzili z podium zawodów międzynarodowych, jednak ani razu nie zdołali pokonać radzieckiej pary Irina Rodnina / Aleksandr Zajcew. Para Kermer / Österreich zdobyła trzykrotnie wicemistrzostwo Europy (1974–1976), brązowy medal mistrzostw świata 1974 w Monachium oraz dwa tytuły wicemistrzów świata (1975, 1976). Na Zimowych Igrzyskach Olimpijskich 1975 w Innsbrucku zdobyli wicemistrzostwo olimpijskie po raz kolejny przegrywając jedynie z parą Rodnina / Zajcew. 

### Po zakończeniu kariery
Po igrzyskach Kermer i Österreich zakończyli karierę amatorską, a Kermer skupiła się na trenowaniu młodych łyżwiarzy w klubie SC Berlin.

### Życie prywatne
W 1976 roku po zakończeniu kariery łyżwiarskiej Kermer poślubiła swojego partnera sportowego Rolfa Österreich.

## Osiągnięcia
Z Rolfem Österreich
| Zawody               | 1973           | 1974           | 1975           | 1976           |                |                |                |                |                |                |                |                |                |                |                |                |                |
| Międzynarodowe       | Międzynarodowe | Międzynarodowe | Międzynarodowe | Międzynarodowe | Międzynarodowe | Międzynarodowe | Międzynarodowe | Międzynarodowe | Międzynarodowe | Międzynarodowe | Międzynarodowe | Międzynarodowe | Międzynarodowe | Międzynarodowe | Międzynarodowe | Międzynarodowe | Międzynarodowe |
| -------------------- | -------------- | -------------- | -------------- | -------------- | -------------- | -------------- | -------------- | -------------- | -------------- | -------------- | -------------- | -------------- | -------------- | -------------- | -------------- | -------------- | -------------- |
| Igrzyska olimpijskie |                |                |                | 2              |                |                |                |                |                |                |                |                |                |                |                |                |                |
| Mistrzostwa świata   | 5              | 3              | 2              | 2              |                |                |                |                |                |                |                |                |                |                |                |                |                |
| Mistrzostwa Europy   | 6              | 2              | 2              | 2              |                |                |                |                |                |                |                |                |                |                |                |                |                |
| Krajowe              |                |                |                |                |                |                |                |                |                |                |                |                |                |                |                |                |                |
| Mistrzostwa NRD      | 1              | 2              | 1              | 1              |                |                |                |                |                |                |                |                |                |                |                |                |                |